# المعركة الجوية على الجبهة السورية (13 سبتمبر 1973)
كانت المعركة الجوية على الجبهة السورية في 13 سبتمبر 1973، عبارة عن سلسلة من الاشتباكات الجوية التي اندلعت قبالة السواحل السورية واللبنانية قبل ثلاثة أسابيع من اندلاع حرب أكتوبر (حرب تشرين)، سقط خلالها 12-13 طائرة سورية طراز ميج-21 مقابل طائرة ميراج إسرائيلية واحدة. كان لهذا الحدث تأثير على الأجواء العامة في إسرائيل وعزز من شعور نشوة النصر الإسرائيلية.
تُعتبر المعركة والتي كانت عبارة عن كمين إسرائيلي مُعد له، أكبر معركة جوية على الجبهة السورية منذ اندلاع حرب 67 وكانت من مقدمات حرب أكتوبر التي اندلعت بعدها بثلاثة أسابيع.

## خلفية تاريخية
في 13 سبتمبر، الساعة الواحدة ظهراً، باشر زوجان من طائرات الفانتوم مهمة استطلاع طويلة المدى شمال سوريا. كانت مواقع الاستطلاع عبارة عن مطارات ومنشآت بالقرب من مدن حمص والناصرة وحماة واللاذقية. توقع سلاح الجو الإسرائيلي أن يعترض السوريين طائرات الفانتوم، لذلك انطلقت قوة كبيرة مؤلفة من 12 طائرة حلقت على ارتفاع منخفض جداً فوق البحر المتوسط قبالة ساحل سوريا ولبنان تحت تغطية الرادارت بالقرب من مسار العودة للطائرات الأربعة التي تقوم بمهمة التصوير حتى يتمكنوا من مفاجأة الطائرات السورية إذا طاردت طائرات الاستطلاع وتوزعت هذه القوة كالتالي:
- أربع طائرات فانتوم قبالة اللاذقية، من سرب فرسان الذيل البرتقالي بقيادة يفتاح سبيكتور.
- أربع طائرات ميراج قبالة بيروت، من سرب النفاثات الأول بقيادة يهودا كورين.
- أربع طائرات ميراج قبالة ساحل رأس الناقورة، من سرب النفاثات الأول بقيادة إسرائيل باهاراف.

عقب انتهاء طائرات الفانتوم الأربعة من مهمة الاستطلاع وخلال عودتها غرباً نحو البحر، طاردتهم طائرات ميج-21 غرباً متعقبة مسار عودتهم عبر البحر.

## المعركة الجوية مع الطائرات الإسرائيلية المتربصة بطول الساحل
مع اقتراب طائرات الميج، فاجأتهم طائرات الفانتوم التي كانت تنتظر وصولها على ارتفاع منخفض قبالة ساحل اللاذقية. في الساعة 13:28، أطلق الطيار شلومو إيجوزي أحد صواريخ جو-جو من مدى 2,100 متر والذي أصاب طائرة ميج وألحق بها أضراراً لكنها لم تسقط. في نفس الوقت، اقترب من طائرة ثانية وأطلق عليها النار من مدفع طائرته من مسافة 350 متر، فأصيبت وسقطت وقفز طيارها بالمظلة. كما أطلق قائد نفس التشكيل، يفتاح سبيكتر، صاروخين وأسقط طائرتين.
في تلك المرحلة، كان التشكيل الرباعي من الميراج ينتظر قبالة الناقورة للانضمام إلى المعركة وفي الوقت نفسه كان السوريون يرسلون المزيد من الطائرات إلى منطقة المعركة. وعند وصول تشكيل الميراج، أطلق قائده إسرائيل باهاراف، صاروخين أصاب أحدهما طائرة ميج وقفز طيارها بالمظلة. وبعد مطاردة قصيرة، أطلق الطيار رقم 4 في تشكيل الميراج، أبراهام شالمون، صاروخاً وأسقط ميج أخرى. في نفس الوقت أسقط باهاراف الميج الثانية له. خلال مناورات المعركة، لاحظ الطيار رقم 3 في التشكيل الرباعي وقوداً يتسرب من طائرته، ربما نتيجة إصابته. وقد أبلغ عنه قائد التشكيل لينسحب التشكيل بأكمله ويعود نحو إسرائيل جنوباً. وقد حطت الطائرة المصابة في قاعدة رمات ديفيد.
في ذلك الوقت، انضم تشكيل الميراج الرباعي، الذي كان ينتظر قبالة شاطئ بيروت، إلى المعركة. طارد الطيار عاموس بار طائرة ميج لفترة قصيرة وأسقطها بصاروخ شمال بيروت. وبعد إبلاغ برج المراقبة تشكيل الميراج بقدوم المزيد من الطائرات السورية من الشمال، انقسم التشكيل الرباعي بحيث اتجه يهودا كورين والملازم أول يوسي سيمشوني شمالاً لاعتراضها ومنعها من الوصول إلى منطقة المعركة التي تدور فوق بيروت. وخلال المواجهة التي دارت بين الطيارين رقم 2 و3 في تشكيل الميراج قبالة الساحل السوري ضد ثماني طائرات ميج-21، لم تُسقط أي طائرة.